# Спиру Харет (Браила)
Спиру Харет (рум. Spiru Haret) насеље је у Румунији у округу Браила у општини Бертештиј де Жос. Oпштина се налази на надморској висини од 15 m.

## Становништво
Према подацима из 2002. године у насељу је живело 1589 становника.

### Попис2002.
| Расподела становништва по националности 2002.‍ | Расподела становништва по националности 2002.‍ | Расподела становништва по националности 2002.‍ | Расподела становништва по националности 2002.‍ | Расподела становништва по националности 2002.‍ |
| --------------------------------------------- | --------------------------------------------- | --------------------------------------------- | --------------------------------------------- | --------------------------------------------- |
|                                               |                                               |                                               |                                               |                                               |
| Румуни                                        | Румуни                                        |                                               | 1.480                                         | 93,2%                                         |
| Роми                                          | Роми                                          |                                               | 108                                           | 6,8%                                          |